# Liste der Kulturdenkmäler in Hausen (Oberaula)
Die folgende Liste enthält die in der Denkmaltopographie ausgewiesenen Kulturdenkmäler auf dem Gebiet des Ortsteils Hausen der  Stadt Oberaula, Schwalm-Eder-Kreis, Hessen.
Hinweis: Die Reihenfolge der Denkmäler in dieser Liste orientiert sich an der Anschrift, alternativ ist sie auch nach der Bezeichnung oder der Bauzeit sortierbar.
Kulturdenkmäler werden fortlaufend im Denkmalverzeichnis des Landes Hessen durch das Landesamt für Denkmalpflege Hessen auf Basis des Hessischen Denkmalschutzgesetzes (HDSchG) geführt. Die Schutzwürdigkeit eines Kulturdenkmals hängt nicht von der Eintragung in das Denkmalverzeichnis des Landes Hessen oder der Veröffentlichung in der Denkmaltopographie ab.

| Bild                      | Bezeichnung                  | Lage                                             | Beschreibung | Bauzeit                    | Daten |
| ------------------------- | ---------------------------- | ------------------------------------------------ | ------------ | -------------------------- | ----- |
| Bild gesucht BW           | Gesamtanlage Hausen          | Lage                                             |              |                            |       |
| Bild gesucht BW           | Ernhaus Aulastraße           | Aulastraße (5) LageFlur: 4, Flurstück: 102/2     |              | Frühes 18. Jahrhundert     |       |
| Bild gesucht BW           | Fachwerkhaus Lerchenweg      | Lerchenweg (38) LageFlur: 4, Flurstück: 66/1     |              | um 1800                    |       |
| Bild gesucht BW           | Ernhaus Lerchenweg           | Lerchenweg (45) LageFlur: 4, Flurstück: 72,73,74 |              | Frühes 18. Jahrhundert     |       |
| Bild gesucht BW           | Neues Schloss                | Marschallshof 1 LageFlur: 2, Flurstück: 1/1, 7/4 |              | um 1920                    |       |
| Schloss Hausen (Oberaula) | Burg                         | Schloßweg LageFlur: 4, Flurstück: 4              |              | 14. Jahrhundert            |       |
| Bild gesucht BW           | Gut                          | Schloßweg LageFlur: 4, Flurstück: 6/3            |              | um 1900                    |       |
| Bild gesucht BW           | Scheune                      | Schloßweg (12) LageFlur: 2, Flurstück: 54/12     |              | 1845                       |       |
| Bild gesucht BW           | Fachwerkwohnhaus Schloßweg 3 | Schloßweg 3 LageFlur: 4, Flurstück: 105/3        |              | Mitte des 19. Jahrhunderts |       |
| Bild gesucht BW           | Evangelische Filialkirche    | Schloßweg LageFlur: 4, Flurstück: 113            |              | 1696                       |       |